# Cotesia junoniae
Cotesia junoniae är en stekelart som först beskrevs av Riley 1889.  Cotesia junoniae ingår i släktet Cotesia och familjen bracksteklar. Inga underarter finns listade i Catalogue of Life.